# Brani musicali di My Little Pony - L'amicizia è magica
My Little Pony - L'amicizia è magica è una serie animata statunitense, basata sulla linea di giocattoli omonima, prodotta dalla Hasbro. La serie è caratterizzata anche dalla presenza di elementi musicali, come le canzoni eseguite dai personaggi.
La serie principale ha totalizzato nelle prime otto stagioni un totale di 120 canzoni, contando le versioni Reprise e alternative.
Sono qui elencate anche le 50 canzoni eseguite nei 4 film, negli speciali e nella serie di Equestria Girls, le 6 canzoni dell'edizione giapponese e altre 17 canzoni per un totale di 193. La maggior parte delle canzoni sono state composte da Daniel Ingram e a partire dalla seconda serie diventa anche il paroliere principale. Tra i parolieri sono inclusi anche Amy Keating Rogers, M.A. Larson e Meghan McCarthy. Talvolta i testi sono scritti o co-scritti dallo sceneggiatore dell'episodio in cui sono presenti.

## Serie principale

### Prima stagione (2010-2011)
| #  | Titolo originale                  | Titolo italiano                 | Durata | Musica                          | Testo originale     | Testo italiano    | Personaggi                                                                 | Cori                                                               | Note |
| -- | --------------------------------- | ------------------------------- | ------ | ------------------------------- | ------------------- | ----------------- | -------------------------------------------------------------------------- | ------------------------------------------------------------------ | --- |
| 1  | Laughter Song                     | Affronta le tue paure           | 1:13   | Daniel Ingram                   | Lauren Faust        | Giancarlo Martino | Pinkie Pie                                                                 | Twilight Sparkle, Rarity, Rainbow Dash, Fluttershy e Applejack     | - Eseguita nell'episodio L'amicizia è magica - seconda parte - La versione italiana presenta un errore di adattamento e di doppiaggio |
| 2  | Pinkie's Gala Fantasy Song        | —                               | —      | Daniel Ingram                   | Lauren Faust        | Giancarlo Martino | Pinkie Pie                                                                 | —                                                                  | Eseguita nell'episodio I Biglietti per il Gran Galà Galoppante                                                                        |
| 3  | The Ticket Song                   | —                               | —      | Daniel Ingram                   | Lauren Faust        | Giancarlo Martino | Pinkie Pie                                                                 | Twilight Sparkle                                                   | Eseguita nell'episodio I Biglietti per il Gran Galà Galoppante                                                                        |
| 4  | Hop Skip and Jump Song            | —                               | —      | William Anderson                | Meghan McCarthy     | Giancarlo Martino | Pinkie Pie                                                                 | —                                                                  | Eseguita nell'episodio La Minaccia del Drago                                                                                          |
| 5  | Evil Enchantress Song             | —                               | —      | William Anderson                | Amy Keating Rogers  | Giancarlo Martino | Pinkie Pie e Fluttershy                                                    | —                                                                  | Eseguita nell'episodio Chiacchiere e Pettegolezzi                                                                                     |
| 6  | Winter Wrap Up                    | Basta Inverno                   | 3:24   | Daniel Ingram                   | Cindy Morrow        | Giancarlo Martino | Rainbow Dash, Applejack, Pinkie Pie, Rarity, Twilight Sparkle e Fluttershy | Ponyville                                                          | Eseguita nell'episodio La Chiusura dell'Inverno                                                                                       |
| 7  | Cupcake Song                      | —                               | —      | Daniel Ingram                   | Meghan McCarthy     | Giancarlo Martino | Pinkie Pie                                                                 | —                                                                  | Eseguita nell'episodio L'Importanza del Cutie Mark                                                                                    |
| 8  | Art of the Dress                  | L'arte del buon cucir           | 1:44   | Daniel Ingram                   | Charlotte Fullerton | Giancarlo Martino | Rarity                                                                     | —                                                                  | Eseguita nell'episodio Il Profumo del Successo                                                                                        |
| 9  | Art of the Dress (Reprise)        | L'arte del buon cucir (Reprise) | —      | Daniel Ingram                   | Charlotte Fullerton | Giancarlo Martino | Rarity                                                                     | Rainbow Dash, Applejack, Pinkie Pie, Twilight Sparkle e Fluttershy | Eseguita nell'episodio Il Profumo del Successo                                                                                        |
| 10 | Hush Now Lullaby                  | —                               | —      | Daniel Ingram                   | Chris Savino        | Giancarlo Martino | Fluttershy e Sweetie Belle                                                 | —                                                                  | Eseguita nell'episodio L'Asso dello Sguardo                                                                                           |
| 11 | Cutie Mark Crusaders Song         | Siamo le Cutie Mark Crusaders   | 2:21   | Daniel Ingram                   | Cindy Morrow        | Giancarlo Martino | Scootaloo                                                                  | Apple Bloom e Sweetie Belle                                        | - Eseguita nell'episodio Applausi a Scena Aperta - La versione italiana ha una tonalità più alta rispetto alla versione originale     |
| 12 | You Got to Share, You Got to Care | —                               | —      | Daniel Ingram                   | Dave Polsky         | Giancarlo Martino | Pinkie Pie                                                                 | —                                                                  | Eseguita nell'episodio Con le Spalle al Muro                                                                                          |
| 13 | So Many Wonders                   | —                               | —      | Daniel Ingram                   | M.A. Larson         | Giancarlo Martino | Fluttershy                                                                 | —                                                                  | Eseguita nell'episodio La Storia dei Cutie Mark                                                                                       |
| 14 | Pinkie Pie's Singing Telegram     | —                               | —      | Daniel Ingram                   | Meghan McCarthy     | Giancarlo Martino | Pinkie Pie                                                                 | —                                                                  | Eseguita nell'episodio La Festa di Compleanno                                                                                         |
| 15 | At the Gala                       | Gran galà                       | 3:21   | Daniel Ingram                   | Amy Keating Rogers  | Giancarlo Martino | Twilight Sparkle, Fluttershy, Applejack, Rarity, Rainbow Dash e Pinkie Pie | Coro del Galà                                                      | Eseguita nell'episodio Una Serata Indimenticabile                                                                                     |
| 16 | I'm at the Grand Galloping Gala   | —                               | —      | Daniel Ingram                   | Amy Keating Rogers  | Giancarlo Martino | Pinkie Pie                                                                 | —                                                                  | - Eseguita nell'episodio Una Serata Indimenticabile - Basata sul brano Perché è un bravo ragazzo                                      |
| 17 | Pony Pokey                        | —                               | 1:25   | Daniel Ingram, William Anderson | Amy Keating Rogers  | Giancarlo Martino | Pinkie Pie                                                                 | —                                                                  | - Eseguita nell'episodio Una Serata Indimenticabile - Basata sul brano Hokey Pokey                                                    |

### Seconda stagione (2011-2012)
| #  | Titolo originale                                  | Titolo italiano              | Durata | Musica                         | Testo originale                   | Testo italiano      | Personaggi | Cori | Note |
| -- | ------------------------------------------------- | ---------------------------- | ------ | ------------------------------ | --------------------------------- | ------------------- | --- | --- | --- |
| 1  | Find a Pet Song                                   | Il tuo cucciolo tu troverai  | 3:42   | Daniel Ingram                  | Charlotte Fullerton, Kevin Rubio  | Marisa Della Pasqua | Fluttershy e Rainbow Dash                                                                                                | — | Eseguita nell'episodio Che vinca il cucciolo migliore                                                   |
| 2  | Becoming Popular (The Pony Everypony Should Know) | Diventare una VIP            | 1:55   | Daniel Ingram                  | Meghan McCarthy, Daniel Ingram    | Marisa Della Pasqua | Rarity | — | Eseguita nell'episodio Dolce come la crema                                                              |
| 3  | The Heart Carol                                   | —                            | 2:17   | Daniel Ingram                  | Merriwether Williams              | Marisa Della Pasqua | Twilight Sparkle, Rainbow Dash, Applejack, Pinkie Pie, Rarity, Fluttershy, Spike, Apple Bloom, Sweetie Belle e Scootaloo | Twilight Sparkle, Rainbow Dash, Applejack, Pinkie Pie, Rarity, Fluttershy, Spike, Apple Bloom, Sweetie Belle e Scootaloo | - Eseguita nell'episodio Festa dell'amicizia - La versione completa è inedita in italiano               |
| 4  | Happy Monthiversary                               | —                            | —      | Daniel Ingram                  | Charlotte Fullerton               | Marisa Della Pasqua | Pinkie Pie | — | Eseguita nell'episodio I bebè dei signori Cake                                                          |
| 5  | Piggy Dance                                       | —                            | —      | Daniel Ingram                  | Amy Keating Rogers                | Marisa Della Pasqua | Pinkie Pie | — | Eseguita nell'episodio I bebè dei signori Cake                                                          |
| 6  | The Flim Flam Cider Song                          | I fratelli Flim Flam         | 3:53   | Daniel Ingram                  | Daniel Ingram, M.A. Larson        | Marisa Della Pasqua | Flim, Flam e Granny Smith                                                                                                | Pony del pubblico | Eseguita nell'episodio Fino all'ultima goccia di sidro                                                  |
| 7  | The Perfect Stallion                              | Lo stallone perfetto         | 1:35   | Daniel Ingram                  | Meghan McCarthy                   | Marisa Della Pasqua | Sweetie Belle, Apple Bloom e Scootaloo                                                                                   | Big McIntosh | Eseguita nell'episodio La pozione d'amore                                                               |
| 8  | Smile Song                                        | Sorridi                      | 3:24   | Daniel Ingram                  | Amy Keating Rogers                | Marisa Della Pasqua | Pinkie Pie | Ponyville | Eseguita nell'episodio Operazione sorriso                                                               |
| 9  | Cranky Doodle Donkey                              | —                            | —      | Daniel Ingram                  | Daniel Ingram, Amy Keating Rogers | Marisa Della Pasqua | Pinkie Pie | — | - Eseguita nell'episodio Operazione sorriso - Basato sul brano Yankee Doodle                            |
| 10 | Welcome Song                                      | —                            | —      | Daniel Ingram                  | Amy Keating Rogers                | Marisa Della Pasqua | Pinkie Pie | — | Eseguita nell'episodio Operazione sorriso                                                               |
| 11 | Cranky Doodle Joy                                 | —                            | —      | Daniel Ingram, George M. Cohan | Amy Keating Rogers                | Marisa Della Pasqua | Pinkie Pie | Craky Doodle Donkey e Matilda                                                                                            | - Eseguita nell'episodio Operazione sorriso - Basato sui brani Yankee Doodle e The Yankee Doodle Boy    |
| 12 | B.B.B.F.F.                                        | F.A.P.S.                     | 1:41   | Daniel Ingram                  | Meghan McCarthy                   | Marisa Della Pasqua | Twilight Sparkle | Fluttershy, Applejack, Rarity, Rainbow Dash e Pinkie Pie                                                                 | Eseguita nell'episodio Un matrimonio a Canterlot - parte 1                                              |
| 13 | B.B.B.F.F. (Reprise)                              | F.A.P.S. (Reprise)           | —      | Daniel Ingram                  | Meghan McCarthy                   | Marisa Della Pasqua | Twilight Sparkle | — | Eseguita nell'episodio Un matrimonio a Canterlot - parte 1                                              |
| 14 | This Day Aria                                     | Un giorno perfetto           | 2:16   | Daniel Ingram                  | Daniel Ingram, Meghan McCarthy    | Marisa Della Pasqua | Queen Chrysalis e Princess Cadence                                                                                       | — | Eseguita nell'episodio Un matrimonio a Canterlot - parte 2                                              |
| 15 | This Day Aria (Reprise)                           | Un giorno perfetto (Reprise) | —      | Daniel Ingram                  | Meghan McCarthy                   | Marisa Della Pasqua | Queen Chrysalis | — | Eseguita nell'episodio Un matrimonio a Canterlot - parte 2                                              |
| 16 | Love Is in Bloom                                  | L'amore è (prima versione)   | —      | Daniel Ingram                  | Meghan McCarthy                   | Marisa Della Pasqua | Twilight Sparkle | — | - Eseguita nell'episodio Un matrimonio a Canterlot - parte 2 - Inedita la versione completa in italiano |
| 17 | Love Is in Bloom                                  | L'amore è (seconda versione) | 1:52   | Daniel Ingram                  | Meghan McCarthy                   | Marisa Della Pasqua | Twilight Sparkle | — | Versione differente da quella televisiva                                                                |

### Terza stagione (2012-2013)
| #  | Titolo originale                  | Titolo italiano                  | Durata | Musica                      | Testo originale             | Testo italiano      | Personaggi                                                                | Cori                                                                              | Note |
| -- | --------------------------------- | -------------------------------- | ------ | --------------------------- | --------------------------- | ------------------- | ------------------------------------------------------------------------- | --------------------------------------------------------------------------------- | --- |
| 1  | The Failure Song                  | Son pronta a questo, chi lo sa?  | 1:45   | Daniel Ingram               | Meghan McCarthy             | Marisa Della Pasqua | Twilight Sparkle, Spike                                                   | —                                                                                 | Eseguita nell'episodio L'Impero di Cristallo - parte 1 |
| 2  | The Ballad of the Crystal Empire  | La canzone dei Pony di Cristallo | 1:39   | Daniel Ingram               | Meghan McCarthy             | Marisa Della Pasqua | Twilight Sparkle, Rainbow Dash, Rarity, Applejack, Fluttershy, Pinkie Pie | —                                                                                 | Eseguita nell'episodio L'Impero di Cristallo - parte 1 |
| 3  | The Success Song                  | La canzone del successo          | 1:07   | Daniel Ingram               | Meghan McCarthy             | Marisa Della Pasqua | Rarity, Applejack, Pinkie Pie, Fluttershy, Rainbow Dash, Twilight Sparkle | Spike                                                                             | Eseguita nell'episodio L'Impero di Cristallo - parte 2 |
| 4  | Babs Seed                         | Babs Seed                        | 1:48   | Daniel Ingram, David Corman | Cindy Morrow, Daniel Ingram | Marisa Della Pasqua | Applebloom, Scootaloo, Sweetie Belle                                      | —                                                                                 | Eseguita nell'episodio Una mela marcia |
| 5  | Raise This Barn                   | Tiriamo su questo granaio        | 2:17   | Daniel Ingram               | Cindy Morrow                | Marisa Della Pasqua | Applejack, Applebloom                                                     | Famiglia Apple                                                                    | Eseguita nell'episodio La rimpatriata della famiglia Apple |
| 6  | Morning in Ponyville              | Buongiorno Ponyville mia         | 0:46   | Daniel Ingram               | M.A. Larson                 | Marisa Della Pasqua | Twilight Sparkle                                                          | —                                                                                 | Eseguita nell'episodio L'ingrediente magico: l'amicizia |
| 7  | What My Cutie Mark is Telling Me  | Il mio Cutie Mark                | 1:57   | Daniel Ingram               | M.A. Larson, Daniel Ingram  | Marisa Della Pasqua | Rainbow Dash, Fluttershy, Pinkie Pie, Applejack, Rarity                   | —                                                                                 | Eseguita nell'episodio L'ingrediente magico: l'amicizia |
| 8  | I've Got to Find a Way            | Devo trovare un modo             | 1:40   | Daniel Ingram               | Daniel Ingram               | Marisa Della Pasqua | Twilight Sparkle                                                          | —                                                                                 | - Eseguita nell'episodio L'ingrediente magico: l'amicizia - La versione completa è inedita in italiano                                                                                            |
| 9  | A True, True Friend               | Un vero amico                    | 3:31   | Daniel Ingram               | Daniel Ingram               | Marisa Della Pasqua | Twilight Sparkle, Fluttershy, Rainbow Dash, Rarity, Applejack             | Pinkie Pie, Spike, Ponyville                                                      | - Eseguita nell'episodio L'ingrediente magico: l'amicizia - La versione americana destinata alla vendita differisce da quella televisiva - La versione italiana presenta un errore di adattamento |
| 10 | Celestia's Ballad                 | La ballata di Celestia           | 1:34   | Daniel Ingram               | Daniel Ingram               | Marisa Della Pasqua | Princess Celestia                                                         | —                                                                                 | Eseguita nell'episodio L'ingrediente magico: l'amicizia |
| 11 | Behold, Princess Twilight Sparkle | —                                | —      | Daniel Ingram               | Daniel Ingram               | Marisa Della Pasqua | Pony di Canterlot                                                         | Pony di Canterlot                                                                 | Eseguita nell'episodio L'ingrediente magico: l'amicizia |
| 12 | Life in Equestria                 | —                                | —      | Daniel Ingram               | M.A. Larson                 | Marisa Della Pasqua | Princess Twilight Sparkle                                                 | Fluttershy, Rainbow Dash, Rarity, Applejack, Pinkie Pie, Spike, Pony di Canterlot | Eseguita nell'episodio L'ingrediente magico: l'amicizia |

### Quarta stagione (2013-2014)
| #  | Titolo originale                                      | Titolo italiano                                        | Durata | Musica                                                            | Testo originale                     | Testo italiano      | Personaggi                                                                         | Cori                                                                                | Note |
| -- | ----------------------------------------------------- | ------------------------------------------------------ | ------ | ----------------------------------------------------------------- | ----------------------------------- | ------------------- | ---------------------------------------------------------------------------------- | ----------------------------------------------------------------------------------- | --- |
| 1  | Hearts Strongs as Horses                              | Due cuori grandi                                       | 2:03   | Daniel Ingram                                                     | Ed Valentine, Daniel Ingram         | Marisa Della Pasqua | Apple Bloom, Sweetie Belle, Scootaloo                                              | —                                                                                   | Eseguita nell'episodio In volo per la vittoria |
| 2  | Bats                                                  | Fruttapipistrelli                                      | 2:22   | Daniel Ingram                                                     | Merriwether Williams, Daniel Ingram | Marisa Della Pasqua | Applejack, Fluttershy, Rarity, Rainbow Dash                                        | Princess Twilight Sparkle, Pinkie Pie                                               | Eseguita nell'episodio Il tempo delle mele |
| 3  | Generosity                                            | Generosità                                             | 2:32   | Daniel Ingram                                                     | Dave Polsky, Daniel Ingram          | Marisa Della Pasqua | Rarity, Rainbow Dash, Fluttershy, Applejack, Pinkie Pie                            | —                                                                                   | Eseguita nell'episodio Rarity e la settimana della moda                                                                                             |
| 4  | Apples to the Core                                    | Apple fino al torsolo                                  | 2:05   | Daniel Ingram                                                     | Natasha Levinger, Daniel Ingram     | Marisa Della Pasqua | Applejack, Apple Bloom, Granny Smith, Pinkie Pie                                   | Big McIntosh                                                                        | - Eseguita nell'episodio Benvenuta tra gli Apple, Pinkie! - Nella versione italiana gli interventi di Applejack cambiano leggermente dall'originale |
| 5  | Glass of Water                                        | Un bicchiere d'acqua                                   | 1:55   | Daniel Ingram                                                     | Ed Valentine                        | Marisa Della Pasqua | Discord                                                                            | Princess Cadance, Princess Twilight Sparkle                                         | Eseguita nell'episodio Discord guastafeste |
| 6  | Pinkie the Party Planner                              | —                                                      | —      | Daniel Ingram                                                     | Amy Keating Rogers, Daniel Ingram   | Marisa Della Pasqua | Pinkie Pie, Mr. Carrot Cake, Mrs. Cup Cake, Diamond Tiara                          | Ponyville                                                                           | Eseguita nell'episodio Festeggiamenti... fuori controllo                                                                                            |
| 7  | The Super Duper Party Pony                            | Il super Pony delle feste                              | 1:47   | Daniel Ingram                                                     | Amy Keating Rogers, Daniel Ingram   | Marisa Della Pasqua | Cheese Sandwich, Pinkie Pie                                                        | Rainbow Dash, Fluttershy                                                            | Eseguita nell'episodio Festeggiamenti... fuori controllo                                                                                            |
| 8  | Pinkie's Lament                                       | Il lamento di Pinkie                                   | 2:31   | Daniel Ingram                                                     | Daniel Ingram                       | Marisa Della Pasqua | Pinkie Pie                                                                         | —                                                                                   | - Eseguita nell'episodio Festeggiamenti... fuori controllo - La canzone riprende musicalmente sul finale il brano Pinkie the Party Planner          |
| 9  | The Goof Off                                          | The Goof Off                                           | 1:59   | Daniel Ingram, "Weird Al" Yankovic, Jaromír Vejvoda, Tradizionale | Daniel Ingram, Amy Keating Rogers   | Marisa Della Pasqua | Pinkie Pie, Cheese Sandwich                                                        | —                                                                                   | - Eseguita nell'episodio Festeggiamenti... fuori controllo - Varie parti del brano sono adattate da canzoni popolari                                |
| 10 | Cheese Confesses                                      | La confessione di Cheese                               | 1:51   | Daniel Ingram                                                     | Daniel Ingram, Amy Keating Rogers   | Marisa Della Pasqua | Cheese Sandwich, Pinkie Pie                                                        | —                                                                                   | Eseguita nell'episodio Festeggiamenti... fuori controllo                                                                                            |
| 11 | Make a Wish                                           | Esprimi il tuo desiderio                               | 1:53   | Daniel Ingram                                                     | Daniel Ingram                       | Marisa Della Pasqua | Pinkie Pie                                                                         | —                                                                                   | - Eseguita nell'episodio Festeggiamenti... fuori controllo - La versione italiana estesa non è cantata per intero                                   |
| 12 | Music in the Treetops                                 | La musica è dovunque                                   | 0:56   | Daniel Ingram                                                     | Daniel Ingram                       | Marisa Della Pasqua | Fluttershy                                                                         | —                                                                                   | Eseguita nell'episodio Fluttershy cantante |
| 13 | Find the Music in You                                 | Hai la musica nel cuore                                | —      | Daniel Ingram                                                     | Daniel Ingram                       | Marisa Della Pasqua | Big McIntosh (basso)                                                               | Rarity (soprano), Torch Song (contralto), Toe-Tapper (tenore)                       | Eseguita nell'episodio Fluttershy cantante |
| 14 | Find the Music in You                                 | Hai la musica nel cuore                                | 1:08   | Daniel Ingram                                                     | Daniel Ingram                       | Marisa Della Pasqua | Fluttershy (basso)                                                                 | Rarity (soprano), Torch Song (contralto), Toe-Tapper (tenore)                       | Eseguita nell'episodio Fluttershy cantante |
| 15 | Find the Music in You (other version)                 | Hai la musica nel cuore (versione alternativa)         | —      | Daniel Ingram                                                     | Daniel Ingram                       | Marisa Della Pasqua | Fluttershy (basso)                                                                 | Rarity (soprano), Torch Song (contralto), Toe-Tapper (tenore)                       | - Eseguita nell'episodio Fluttershy cantante - Versione improvvisata da Fluttershy che presa dall'euforia finisce per cambiare una parte del testo  |
| 16 | Music in the Treetops/Find the Music in You (Mash-up) | La musica è dovunque/Hai la musica nel cuore (Mash-up) | —      | Daniel Ingram                                                     | Daniel Ingram                       | Marisa Della Pasqua | Fluttershy                                                                         | Rarity (soprano), Big McIntosh (basso), Torch Song (contralto), Toe-Tapper (tenore) | Eseguita nell'episodio Fluttershy cantante |
| 17 | Flim Flam Miracle Curative Tonic                      | Il miracoloso Flim Flam tonico                         | 3:40   | Daniel Ingram                                                     | Josh Haber, Daniel Ingram           | Marisa Della Pasqua | Flim, Flam, Silver Shill                                                           | Applejack, Big McIntosh, Granny Smith, pubblico                                     | Eseguita nell'episodio Un salto nel vuoto |
| 18 | The rappin' Hist'ry of the Wonderbolts                | Wonderbolts Rap                                        | —      | William Anderson                                                  | Amy Keating Rogers                  | Marisa Della Pasqua | Pinkie Pie                                                                         | Goldengrape, Dr. Hooves                                                             | Eseguita nell'episodio L'esame di storia |
| 19 | Cloudsdale Anthem                                     | —                                                      | —      | William Anderson                                                  | Dave Polsky                         | Marisa Della Pasqua | Spike                                                                              | —                                                                                   | Eseguita nell'episodio I giochi di Equestria |
| 20 | You'll Play Your Part                                 | Farai la tua parte                                     | 3:04   | Daniel Ingram                                                     | Daniel Ingram, Meghan McCarthy      | Marisa Della Pasqua | Princess Twilight Sparkle, Princess Celestia, Princess Luna, Princess Cadance      | —                                                                                   | Eseguita nell'episodio Il regno di Twilight - Parte 1                                                                                               |
| 21 | Let the Rainbow Remind You                            | Ricorda al tuo cuore che l'arcobaleno splenderà        | 2:09   | Daniel Ingram                                                     | Daniel Ingram, Meghan McCarthy      | Marisa Della Pasqua | Princess Twilight Sparkle, Fluttershy, Applejack, Rarity, Rainbow Dash, Pinkie Pie | —                                                                                   | - Eseguita nell'episodio Il regno di Twilight - Parte 2 - La versione italiana completa è inedita                                                   |

### Quinta stagione (2015)
| #  | Titolo originale                      | Titolo italiano                     | Durata | Musica                           | Testo originale                              | Testo italiano      | Personaggi                                                         | Cori                                                    | Note |
| -- | ------------------------------------- | ----------------------------------- | ------ | -------------------------------- | -------------------------------------------- | ------------------- | ------------------------------------------------------------------ | ------------------------------------------------------- | --- |
| 1  | In Our Town                           | Uguali                              | 2:25   | Daniel Ingram                    | Daniel Ingram                                | Marisa Della Pasqua | Starlight Glimmer                                                  | Pony del villaggio                                      | Eseguita nell'episodio La cutie-mappa - Parte 1                                                                   |
| 2  | Make This Castle a Home               | Il castello una casa sarà           | —      | Daniel Ingram, David Corman      | Daniel Ingram, Joanna Lewis, Kristine Songco | Marisa Della Pasqua | Rainbow Dash, Rarity, Applejack, Fluttershy, Pinkie Pie            | —                                                       | Eseguita nell'episodio Castello dolce castello                                                                    |
| 3  | Make This Castle a Home (Reprise)     | Il castello una casa sarà (Reprise) | —      | Daniel Ingram, David Corman      | Daniel Ingram, Joanna Lewis, Kristine Songco | Marisa Della Pasqua | Applejack, Fluttershy, Rarity                                      | Rainbow Dash, Pinkie Pie                                | Eseguita nell'episodio Castello dolce castello                                                                    |
| 4  | Hush Now Little Sister                | ?                                   | —      | William Anderson & Ashleigh Ball | William Anderson                             | ?                   | Applejack                                                          | —                                                       | Eseguita nell'episodio L'incubo dei Cutie Mark                                                                    |
| 5  | I'll Fly                              | Volerò                              | 2:45   | Daniel Ingram                    | Daniel Ingram, Cindy Morrow                  | Marisa Della Pasqua | Rainbow Dash                                                       | —                                                       | Eseguita nell'episodio Fermiamo l'inverno!                                                                        |
| 6  | Rules of Rarity                       | Le regole di Rarity                 | —      | Daniel Ingram                    | Amy Keating Rogers, Daniel Ingram            | Marisa Della Pasqua | Rarity                                                             | —                                                       | Eseguita nell'episodio La boutique di Canterlot                                                                   |
| 7  | Sisterhood                            | Mia sorella                         | —      | Daniel Ingram                    | Daniel Ingram                                | Marisa Della Pasqua | Apple Bloom, Big McIntosh                                          | —                                                       | Eseguita nell'episodio Conta su di me                                                                             |
| 8  | We'll Make Our Mark (Prelude)         | Un Cutie Mark (preludio)            | —      | Daniel Ingram                    | Daniel Ingram, Amy Keating Rogers            | Marisa Della Pasqua | Apple Bloom, Sweetie Belle, Scootaloo                              | —                                                       | Eseguita nell'episodio Le Crusaders del Cutie Mark perduto                                                        |
| 9  | The Vote                              | Vota per Pip                        | —      | Daniel Ingram                    | Daniel Ingram, Amy Keating Rogers            | Marisa Della Pasqua | Apple Bloom, Sweetie Belle, Scootaloo, Diamond Tiara, Silver Spoon | Compagni di scuola                                      | Eseguita nell'episodio Le Crusaders del Cutie Mark perduto                                                        |
| 10 | The Pony I Want to Be                 | Il Pony che voglio essere           | 1:46   | Daniel Ingram                    | Daniel Ingram, Amy Keating Rogers            | Marisa Della Pasqua | Diamond Tiara                                                      | —                                                       | Eseguita nell'episodio Le Crusaders del Cutie Mark perduto                                                        |
| 11 | Light of Your Cutie Mark              | La luce del tuo Cutie Mark          | —      | Daniel Ingram                    | Daniel Ingram                                | Marisa Della Pasqua | Diamond Tiara, Apple Bloom, Sweetie Belle, Scootaloo               | —                                                       | - Eseguita nell'episodio Le Crusaders del Cutie Mark perduto - La canzone riprende sul finale We'll Make Our Mark |
| 12 | The Pony I Want to Be (Reprise)       | Il Pony che voglio essere (Reprise) | —      | Daniel Ingram                    | Daniel Ingram                                | Marisa Della Pasqua | Diamond Tiara                                                      | —                                                       | Eseguita nell'episodio Le Crusaders del Cutie Mark perduto                                                        |
| 13 | We'll Make Our Mark                   | Un Cutie Mark                       | —      | Daniel Ingram                    | Daniel Ingram, Amy Keating Rogers            | Marisa Della Pasqua | Apple Bloom, Sweetie Belle, Scootaloo, Rainbow Dash, Rarity        | Applejack                                               | Eseguita nell'episodio Le Crusaders del Cutie Mark perduto                                                        |
| 14 | Equestria, the Land I Love (Acoustic) | Equestria è casa mia (acustica)     | —      | Daniel Ingram                    | Amy Keating Rogers                           | Marisa Della Pasqua | Contessa Coloratura                                                | —                                                       | Eseguita nell'episodio La Pony Pop Star                                                                           |
| 15 | The Spectacle                         | Lo spettacolo                       | —      | Daniel Ingram                    | Amy Keating Rogers, Daniel Ingram            | Marisa Della Pasqua | Contessa Coloratura                                                | —                                                       | Eseguita nell'episodio La Pony Pop Star                                                                           |
| 16 | The Magic Inside                      | Sono solo un Pony                   | 2:23   | Daniel Ingram                    | Amy Keating Rogers, Daniel Ingram            | Marisa Della Pasqua | Contessa Coloratura                                                | —                                                       | Eseguita nell'episodio La Pony Pop Star                                                                           |
| 17 | Equestria, the Land I Love            | Equestria è casa mia (Reprise)      | —      | Daniel Ingram                    | Amy Keating Rogers                           | Marisa Della Pasqua | Contessa Coloratura, Applebloom, Scootaloo, Sweetie Belle          | —                                                       | Eseguita nell'episodio La Pony Pop Star                                                                           |
| 18 | Friends Are Always There For You      | Noi siamo qui, unisciti anche tu    | —      | Daniel Ingram                    | Josh Haber, Daniel Ingram                    | Marisa Della Pasqua | Starlight Glimmer, Princess Twilight Sparkle                       | Rainbow Dash, Applejack, Pinkie Pie, Rarity, Fluttershy | Eseguita nell'episodio Salviamo i Cutie Mark - Seconda parte                                                      |

### Sesta stagione (2016)
| #  | Titolo originale                                  | Titolo italiano                            | Durata | Musica        | Testo originale                        | Testo italiano      | Personaggi                                                             | Cori                 | Note |
| -- | ------------------------------------------------- | ------------------------------------------ | ------ | ------------- | -------------------------------------- | ------------------- | ---------------------------------------------------------------------- | -------------------- | --- |
| 1  | Out on My Own                                     | Trovare una strada                         | —      | Daniel Ingram | Daniel Ingram, Josh Haber, Dave Polsky | Marisa Della Pasqua | Apple Bloom                                                            | —                    | Eseguita nell'episodio I nostri Cutie Mark                                                                           |
| 2  | Hearth's Warming Eve Is Here Once Again           | La festa dell'amicizia è gia qui           | 1:41   | Daniel Ingram | Michael Vogel                          | Marisa Della Pasqua | Fluttershy, Rainbow Dash, Pinkie Pie, Applejack, Rarity                | Ponyville            | Eseguita nell'episodio La festa dell'amicizia                                                                        |
| 3  | Say Goodbye to the Holiday                        | Dite addio a questa festa                  | 2:12   | Daniel Ingram | Michael Vogel                          | Marisa Della Pasqua | Starlight Glimmer                                                      | —                    | Eseguita nell'episodio La festa dell'amicizia                                                                        |
| 4  | The Seeds of the Past                             | I semi del passato                         | 2:22   | Daniel Ingram | Michael Vogel                          | Marisa Della Pasqua | Applejack                                                              | —                    | Eseguita nell'episodio La festa dell'amicizia                                                                        |
| 5  | Pinkie's Present                                  | Il presente di Pinkie                      | 1:46   | Daniel Ingram | Michael Vogel                          | Marisa Della Pasqua | Pinkie Pie                                                             | —                    | - Eseguita nell'episodio La festa dell'amicizia - La versione italiana è parzialmente inedita a causa di una censura |
| 6  | Luna's Future                                     | Il futuro di Luna                          | 1:58   | Daniel Ingram | Daniel Ingram, Michael Vogel           | Marisa Della Pasqua | Princess Luna                                                          | —                    | Eseguita nell'episodio La festa dell'amicizia                                                                        |
| 7  | Hearth's Warming Eve Is Here Once Again (Reprise) | La festa dell'amicizia è gia qui (Reprise) | —      | Daniel Ingram | Daniel Ingram, Michael Vogel           | Marisa Della Pasqua | Starlight Glimmer                                                      | Ponyville            | Eseguita nell'episodio La festa dell'amicizia                                                                        |
| 8  | Can I Do It On My Own                             | Posso farcela da solo                      | —      | Daniel Ingram | Daniel Ingram, Dave Rapp               | Marisa Della Pasqua | Fluttershy, Zephyr Breeze, Rainbow Dash                                | —                    | Eseguita nell'episodio Il fratello di Fluttershy                                                                     |
| 9  | It's Gonna Work                                   | Funzionerà                                 | —      | Daniel Ingram | Michael Vogel                          | Marisa Della Pasqua | Rarity, Pinkie Pie                                                     | —                    | Eseguita nell'episodio Amicizia speziata                                                                             |
| 10 | Derby Racers                                      | Piloti del Derby                           | —      | Daniel Ingram | Ed Valentine, Daniel Ingram            | Marisa Della Pasqua | Applejack, Rarity, Rainbow Dash, Apple Bloom, Sweetie Belle, Scootaloo | Spettatori del derby | Eseguita nell'episodio Una gara molto istruttiva                                                                     |
| 11 | A Changeling Can Change                           | Un mutante mutare potrà                    | —      | Daniel Ingram | Kevin Burke, Chris Wyatt               | Marisa Della Pasqua | Spike                                                                  | —                    | Eseguita nell'episodio Il cambiamento dei mutanti                                                                    |
| 12 | Find the Purpose in Your Life                     | Trovare uno scopo                          | —      | Daniel Ingram | Ed Valentine, Daniel Ingram            | Marisa Della Pasqua | Sweetie Belle, Scootaloo, Applebloom, Gabby                            | —                    | Eseguita nell'episodio Colpa dei Cutie Marks                                                                         |

### Settima stagione (2017)
| # | Titolo originale                     | Titolo italiano            | Durata | Musica        | Testo originale               | Testo italiano     | Personaggi                                                                         | Cori | Note                                                   |
| - | ------------------------------------ | -------------------------- | ------ | ------------- | ----------------------------- | ------------------ | ---------------------------------------------------------------------------------- | ---- | ------------------------------------------------------ |
| 1 | Best Friends Until the End of Time   | Amiche più che mai         | —      | Daniel Ingram | Joanna Lewis, Kristine Songco | Paola Della Pasqua | Princess Twilight Sparkle, Applejack, Rainbow Dash, Pinkie Pie, Fluttershy, Rarity | —    | Eseguita nell'episodio Rabbia in bottiglia             |
| 2 | Battle for Sugar Belle               | Battaglia per Sugar Belle  | —      | Daniel Ingram | Daniel Ingram                 | Manuel Moriggi     | Big McIntosh, Feather Bangs                                                        | —    | Eseguita nell'episodio La dichiarazione d'amore        |
| 3 | You're In My Head Like a Catchy Song | -                          | —      | Daniel Ingram | Joanna Lewis, Kristine Songco | Benedetta Brugia   | Pear Butter                                                                        | —    | Eseguita nell'episodio Una macedonia perfetta          |
| 4 | Flawless                             | Siamo Work in Progress     | —      | Daniel Ingram | Daniel Ingram, M.A. Larson    | Benedetta Brugia   | Princess Twilight Sparkle, Rainbow Dash, Rarity, Applejack, Pinkie Pie, Fluttershy | —    | Eseguita nell'episodio Fama e sfortuna                 |
| 5 | Blank Flanks Forever                 | Fianchi bianchi per sempre | —      | Daniel Ingram | May Chan, Daniel Ingram       | Felice Invernici   | Rumble                                                                             | —    | Eseguita nell'episodio I Cutie Mark non sono per tutti |

#### My Little Pony: Il film (2017)
| # | Titolo originale        | Titolo italiano                   | Durata | Musica                                                                                              | Testo originale                                                                                     | Testo italiano   | Personaggi                                                                          | Cori                                                                                     | Note                                                                                     |
| - | ----------------------- | --------------------------------- | ------ | --------------------------------------------------------------------------------------------------- | --------------------------------------------------------------------------------------------------- | ---------------- | ----------------------------------------------------------------------------------- | ---------------------------------------------------------------------------------------- | ---------------------------------------------------------------------------------------- |
| 1 | We Got the Beat         | We Got the Beat                   | —      | Charlotte Caffey                                                                                    | Charlotte Caffey                                                                                    | —                | Rachel Platten                                                                      | —                                                                                        | - Sigla di apertura iniziale - Basata sul brano omonimo del gruppo americano The Go-Go's |
| 2 | We Got This Together    | Il festival dell'amicizia         | 3:33   | Daniel Ingram                                                                                       | Michael Vogel, Daniel Ingram                                                                        | Lorena Brancucci | Applejack, Rarity, Fluttershy, Pinkie Pie, Rainbow Dash e Princess Twilight Sparkle | Granny Smith, Apple Bloom, Big McIntosh, Spike e i Pony di Canterlot                     | —                                                                                        |
| 3 | I'm the Friend You Need | Un amico                          | 2:15   | Daniel Ingram                                                                                       | Michael Vogel, Daniel Ingram                                                                        | Lorena Brancucci | Capper                                                                              | Cittadino di Klugetown 7, Cittadino di Klugetown 8, Rainbow Dash, Applejack e Pinkie Pie | —                                                                                        |
| 4 | The Girl From Ipanema   | Garota de Ipanema                 | —      | Antônio Carlos Jobim, Vinicius de Moraes, Norman Gimbel                                             | Antônio Carlos Jobim, Vinicius de Moraes, Norman Gimbel                                             | —                | Strumentale                                                                         | —                                                                                        | Riprodotta brevemente all'interno dell'appartamento di Capper                            |
| 5 | Time to Be Awesome      | È ora di brillare come una stella | 2:53   | Daniel Ingram                                                                                       | Michael Vogel, Daniel Ingram                                                                        | Lorena Brancucci | Rainbow Dash e Captain Celaeno                                                      | Applejack, Rarity, Pinkie Pie, Fluttershy, Spike, First Mate Mullet, Lix Spittle e Boyle | —                                                                                        |
| 6 | One Small Thing         | Da una cosa piccola piccola       | 2:47   | Daniel Ingram                                                                                       | Michael Vogel, Daniel Ingram                                                                        | Lorena Brancucci | Pinkie Pie e Princess Skystar                                                       | Fluttershy, Rarity, Applejack e Seaponies                                                | —                                                                                        |
| 7 | Open Up Your Eyes       | Guarda la realtà                  | 3:23   | Daniel Ingram                                                                                       | Michael Vogel, Meghan McCarthy, Daniel Ingram                                                       | Lorena Brancucci | Tempest Shadow                                                                      | —                                                                                        | —                                                                                        |
| 8 | Rainbow                 | Rainbow                           | 3:17   | Sia, James Vincent Notorleva, Jesse Shatkin                                                         | Sia, James Vincent Notorleva, Jesse Shatkin                                                         | —                | Songbird Serenade                                                                   | —                                                                                        | —                                                                                        |
| 9 | Off to See the World    | Off to See the World              | 3:04   | Lukas Forchhammer, Christopher Brown, Morten Jensen, Stefan Forrest, Morten Pilegaard, David Labrel | Lukas Forchhammer, Christopher Brown, Morten Jensen, Stefan Forrest, Morten Pilegaard, David Labrel | —                | Lukas Graham                                                                        | —                                                                                        | Sigla finale di chiusura                                                                 |

### Ottava stagione (2018)
| # | Titolo originale            | Titolo italiano                               | Durata | Musica        | Testo originale             | Testo italiano | Personaggi | Cori                            | Note                                                         |
| - | --------------------------- | --------------------------------------------- | ------ | ------------- | --------------------------- | -------------- | --- | ------------------------------- | ------------------------------------------------------------ |
| 1 | School of Friendship        | La canzone della scuola                       | —      | Daniel Ingram | Michael Vogel               | ?              | Princess Twilight Sparkle, Rainbow Dash, Pinkie Pie, Fluttershy, Applejack, Rarity                                            | Coro della scuola dell'amicizia | Eseguita nell'episodio La scuola di amicizia - Prima parte   |
| 2 | Friendship Always Wins      | La scuola di amicizia/L'amicizia vince sempre | —      | Daniel Ingram | Nicole Dubuc, Daniel Ingram | ?              | Princess Twilight Sparkle, Ocellus, Gallus, Rarity, Applejack, Fluttershy, Rainbow Dash, Spike, Pinkie Pie, Starlight Glimmer | Coro della scuola dell'amicizia | Eseguita nell'episodio La scuola di amicizia - Seconda parte |
| 3 | Your Heart Is in Two Places | Il tuo cuore è in due posti                   | —      | Daniel Ingram | Brian Hohlfeld              | ?              | Apple Bloom, Sweetie Belle, Scootaloo                                                                                         | —                               | Eseguita nell'episodio Una scelta difficile                  |
| 4 | Friendship U                | ?                                             | —      | Daniel Ingram | Kevin Burke, Chris Wyatt    | ?              | Flim, Flam, Princess Twilight Sparkle                                                                                         | —                               | Eseguita nell'episodio L'università dell'amicizia            |
| 5 | We're Friendship Bound      | ?                                             | —      | Daniel Ingram | Josh Haber                  | ?              | Trixie, Starlight Glimmer | —                               | Eseguita nell'episodio Il viaggio dell'amicizia              |
| 6 | A Kirin Tale                | La storia dei Kirin                           | —      | Daniel Ingram | Jim Miller, Nicole Dubuc    | ?              | Autumn Blaze | —                               | Eseguita nell'episodio Il suono del silenzio                 |
| 7 | Just Can't Be a Dragon Here | ?                                             | —      | Daniel Ingram | Daniel Ingram, Josh Haber   | ?              | Sludge | —                               | Eseguita nell'episodio Un drago per papà                     |

#### Alla ricerca del regalo più bello (2018)
| # | Titolo originale         | Titolo italiano | Durata | Musica        | Testo originale               | Testo italiano | Personaggi                                                                                | Cori                                         | Note                                                              |
| - | ------------------------ | --------------- | ------ | ------------- | ----------------------------- | -------------- | ----------------------------------------------------------------------------------------- | -------------------------------------------- | ----------------------------------------------------------------- |
| 1 | One More Day             | ?               | —      | Daniel Ingram | Michael Vogel e Daniel Ingram | ?              | Rainbow Dash, Fluttershy, Rarity, Pinkie Pie, Applejack, Spike, Princess Twilight Sparkle | Ponyville e Cutie Mark Crusaders             | Eseguita nell'episodio speciale Alla ricerca del regalo più bello |
| 2 | The True Gift of Gifting | ?               | —      | Daniel Ingram | Michael Vogel e Daniel Ingram | ?              | Spike, Princess Twilight Sparkle, Pinkie Pie                                              | Rainbow Dash, Fluttershy, Rarity e Applejack | Eseguita nell'episodio speciale Alla ricerca del regalo più bello |

### Nona stagione (2019)
| # | Titolo originale              | Titolo italiano      | Durata | Musica        | Testo originale                | Testo italiano | Personaggi                                                                 | Cori                                             | Note                                        |
| - | ----------------------------- | -------------------- | ------ | ------------- | ------------------------------ | -------------- | -------------------------------------------------------------------------- | ------------------------------------------------ | ------------------------------------------- |
| 1 | The Place Where We Belong     | L'albero             | —      | Daniel Ingram | Nicole Dubuc                   | ?              | Silverstream, Ocellus, Sandbar, Smolder, Gallus e Yona                     | —                                                | Eseguita nell'episodio Sradicato            |
| 2 | Fit Right In                  | Ti integrerai        | —      | Daniel Ingram | Brian Hohlfeld e Daniel Ingram | ?              | Rarity e Yona                                                              | Rainbow Dash, Fluttershy, Pinkie Pie e Applejack | Eseguita nell'episodio Il ballo di Yona     |
| 3 | Better Way to be Bad          | Insieme con crudeltà | —      | Daniel Ingram | Daniel Ingram                  | ?              | Cozy Glow, Tirek e Chrysalis                                               | —                                                | Eseguita nell'episodio La campana stregata  |
| 4 | Lotta Little Things           | ?                    | —      | Daniel Ingram | Gail Simone e Nicole Dubuc     | ?              | Princess Celestia e Princess Luna                                          | —                                                | Eseguita nell'episodio Sorelle in viaggio   |
| 5 | The Last Laugh                | ?                    | —      | Daniel Ingram | Michael P. Fox e Will Fox      | ?              | Cheese Sandwich e Pinkie Pie                                               | Pony della fabbrica                              | Eseguita nell'episodio L'ultima risata      |
| 6 | Being Big is All It Takes     | ?                    | —      | Daniel Ingram | Ed Valentine                   | ?              | Apple Bloom, Scootaloo e Sweetie Belle                                     | —                                                | Eseguita nell'episodio Crescere è difficile |
| 7 | The Magic of Friendship Grows | ?                    | —      | Daniel Ingram | Daniel Ingram e Josh Haber     | ?              | Twilight Sparkle, Pinkie Pie, Fluttershy, Rainbow Dash, Applejack e Rarity | —                                                |                                             |

## Equestria Girls

### Film

#### Equestria Girls (2013)
| # | Titolo originale                 | Titolo italiano                       | Durata | Musica        | Testo originale                 | Testo italiano | Personaggi                                                                         | Cori                                                                               | Note |
| - | -------------------------------- | ------------------------------------- | ------ | ------------- | ------------------------------- | -------------- | ---------------------------------------------------------------------------------- | ---------------------------------------------------------------------------------- | --- |
| 1 | Friendship Is Magic (Remix)      | L'amicizia è magica (Remix)           | 1:29   | Daniel Ingram | Lauren Faust                    | ?              | Princess Twilight Sparkle                                                          | —                                                                                  | - Remix della sigla di apertura - La versione rilasciata nell'EP italiano non è quella italiana, nonostante sia stata regolarmente adattata |
| 2 | This Strange World               | ?                                     | —      | Daniel Ingram | Daniel Ingram                   | ?              | Princess Twilight Sparkle                                                          | —                                                                                  | — |
| 3 | Equestria Girls (Cafeteria Song) | Equestria Girls (Canzone della mensa) | 2:53   | Daniel Ingram | Daniel Ingram e Meghan McCarthy | ?              | Pinkie Pie, Rarity, Applejack, Fluttershy, Rainbow Dash, Princess Twilight Sparkle | —                                                                                  | — |
| 4 | Time to Come Together            | È ora di fare gruppo                  | 2:08   | Daniel Ingram | Daniel Ingram e Meghan McCarthy | ?              | Princess Twilight Sparkle                                                          | Applejack, Rarity, Rainbow Dash, Fluttershy, Pinkie Pie                            | — |
| 5 | This Is Our Big Night            | Questa è la nostra grande serata      | 2:03   | Daniel Ingram | Daniel Ingram e Meghan McCarthy | ?              | Princess Twilight Sparkle, Applejack, Rainbow Dash, Pinkie Pie, Rarity, Fluttershy | Princess Twilight Sparkle, Applejack, Rainbow Dash, Pinkie Pie, Rarity, Fluttershy | — |
| 6 | A Friend for Life                | Amica mia                             | 2:26   | Daniel Ingram | Daniel Ingram                   | ?              | Artista ignoto                                                                     | —                                                                                  | Sigla di chiusura del film |

#### Equestria Girls - Rainbow Rocks (2014)
| #  | Titolo originale       | Titolo italiano              | Durata | Musica        | Testo originale                    | Testo italiano | Personaggi                                                     | Cori                                                                                        | Note |
| -- | ---------------------- | ---------------------------- | ------ | ------------- | ---------------------------------- | -------------- | -------------------------------------------------------------- | ------------------------------------------------------------------------------------------- | --- |
| 1  | Rainbow Rocks          | Arcobaleno Rock and Roll     | 1:40   | Daniel Ingram | Daniel Ingram                      | ?              | Rainbow Dash, Applejack, Pinkie Pie, Princess Twilight Sparkle | Rarity e Fluttershy                                                                         | Sigla di apertura del film |
| 2  | Better Than Ever       | Più unite che mai            | 1:35   | Daniel Ingram | Daniel Ingram e Meghan McCarthy    | ?              | Rainbow Dash, Applejack, Pinkie Pie                            | Rarity e Fluttershy                                                                         | — |
| 3  | Battle                 | Battaglia tra le band        | 2:52   | Daniel Ingram | Daniel Ingram e Meghan McCarthy    | ?              | Adagio Dazzle                                                  | Sonata Dusk, Aria Blaze e gli studenti della Canterlot High                                 | — |
| 4  | Bad Counter Spell      | ?                            | —      | Daniel Ingram | Meghan McCarthy                    | ?              | Princess Twilight Sparkle                                      | —                                                                                           | — |
| 5  | Snips and Snails's Rap | ?                            | —      | —             | Meghan McCarthy                    | ?              | Snips e Snails                                                 | —                                                                                           | — |
| 6  | Shake Your Tail        | Agitare la coda              | 2:01   | Daniel Ingram | Amy Keating Rogers e Daniel Ingram | ?              | Princess Twilight Sparkle, Pinkie Pie, Rarity, Applejack       | Rainbow Dash e Fluttershy                                                                   | Eseguita anche nel corto Muovi la coda |
| 7  | Under Our Spell        | Il nostro maleficio          | 1:51   | Daniel Ingram | Meghan McCarthy                    | ?              | Adagio Dazzle                                                  | Sonata Dusk e Aria Blaze                                                                    | — |
| 8  | Tricks Up My Sleeve    | I Jolly che giocherò         | 2:06   | Daniel Ingram | Daniel Ingram e Meghan McCarthy    | ?              | Trixie                                                         | Band di Trixie                                                                              | — |
| 9  | Awesome As I Wanna Be  | Io sono fantastica           | 1:16   | Daniel Ingram | Daniel Ingram e Meghan McCarthy    | ?              | Rainbow Dash                                                   | Princess Twilight Sparkle, Applejack, Pinkie Pie, Rarity e Fluttershy                       | — |
| 10 | Welcome to the Show    | Vieni al nostro show         | 4:34   | Daniel Ingram | Daniel Ingram e Meghan McCarthy    | ?              | Adagio Dazzle                                                  | Sonata Dusk e Aria Blaze                                                                    | - Le canzoni sono state rilasciate come un'unica traccia e si susseguono in modo alternato - La versione italiana di Rainbooms Battle non è stata rilasciata, venendo così sostituita da momenti di silenzio |
| 11 | Rainbooms Battle       | La battaglia delle Rainbooms | 4:34   | Daniel Ingram | Daniel Ingram e Meghan McCarthy    | ?              | Princess Twilight Sparkle, Sunset Shimmer                      | Rainbow Dash, Applejack, Pinkie Pie, Rarity, Fluttershy e gli studenti della Canterlot High | - Le canzoni sono state rilasciate come un'unica traccia e si susseguono in modo alternato - La versione italiana di Rainbooms Battle non è stata rilasciata, venendo così sostituita da momenti di silenzio |
| 12 | Shine Like Rainbows    | Brillare come arcobaleni     | 2:35   | Daniel Ingram | Daniel Ingram                      | ?              | Applejack, Fluttershy, Rainbow Dash, Sunset Shimmer            | Twilight Sparkle, Pinkie Pie e Fluttershy                                                   | Sigla di chiusura del film |

#### Equestria Girls - Friendship Games (2015)
| # | Titolo originale           | Titolo italiano         | Durata | Musica        | Testo originale            | Testo italiano | Personaggi                                 | Cori                                                                  | Note                       |
| - | -------------------------- | ----------------------- | ------ | ------------- | -------------------------- | -------------- | ------------------------------------------ | --------------------------------------------------------------------- | -------------------------- |
| 1 | Friendship Games           | I giochi dell'amicizia  | 2:45   | Daniel Ingram | Daniel Ingram              | ?              | Rainbow Dash, Applejack e Twilight Sparkle | Pinkie Pie, Rarity, Fluttershy, Sunset Shimmer, Canterlot High        | Sigla di apertura del film |
| 2 | CHS Rally Song             | Inno della CHS          | 2:26   | Daniel Ingram | Josh Haber e Daniel Ingram | ?              | Rainbow Dash                               | Leader della band di ottoni, Canterlot High                           | —                          |
| 3 | What More Is Out There?    | Cos'altro c'è lì fuori  | 2:51   | Daniel Ingram | Josh Haber e Daniel Ingram | ?              | Twilight Sparkle                           | —                                                                     | —                          |
| 4 | ACADECA                    | ACADECA                 | 2:44   | Daniel Ingram | Josh Haber e Daniel Ingram | ?              | Twilight Sparkle e Sunset Shimmer          | Canterlot High e l'Accademia Crystal Prep                             | —                          |
| 5 | Unleash the Magic          | Libera la magia         | 3:09   | Daniel Ingram | Josh Haber e Daniel Ingram | ?              | Direttrice Cinch e Twilight Sparkle        | Accademia Crystal Prep, vicepreside Luna, vicepreside Cadence e Spike | —                          |
| 6 | Right There in Front of Me | Proprio lì davanti a me | 3:01   | Daniel Ingram | Daniel Ingram              | ?              | Twilight Sparkle e Sunset Shimmer          | Rainbow Dash, Applejack, Pinkie Pie, Rarity e Fluttershy              | Sigla di chiusura del film |

#### Equestria Girls - Legend of Everfree (2016)
| # | Titolo originale            | Titolo italiano                         | Durata | Musica        | Testo originale                               | Testo italiano | Personaggi                                                                                 | Cori                                                                                       | Note                       |
| - | --------------------------- | --------------------------------------- | ------ | ------------- | --------------------------------------------- | -------------- | ------------------------------------------------------------------------------------------ | ------------------------------------------------------------------------------------------ | -------------------------- |
| 1 | The Legend of Everfree      | La leggenda di Everfree                 | 2:13   | Daniel Ingram | Kristine Songco, Joanna Lewis e Daniel Ingram | ?              | Twilight Sparkle, Sunset Shimmer, Rainbow Dash, Applejack, Pinkie Pie, Rarity e Fluttershy | Twilight Sparkle, Sunset Shimmer, Rainbow Dash, Applejack, Pinkie Pie, Rarity e Fluttershy | Sigla di apertura del film |
| 2 | The Midnight in Me          | La mezzanotte dentro di me              | 1:32   | Daniel Ingram | Kristine Songco, Joanna Lewis e Daniel Ingram | ?              | Twilight Sparkle                                                                           | —                                                                                          | —                          |
| 3 | Embrace the Magic           | Accetta la magia                        | 2:30   | Daniel Ingram | Kristine Songco e Joanna Lewis                | ?              | Sunset Shimmer                                                                             | —                                                                                          | —                          |
| 4 | We Will Stand for Everfree  | Lotteremo per Everfree                  | 2:03   | Daniel Ingram | Kristine Songco e Joanna Lewis                | ?              | Gloriosa Daisy                                                                             | —                                                                                          | —                          |
| 5 | Legend You Were Meant To Be | La leggenda che sei destinato ad essere | 2:32   | Daniel Ingram | Kristine Songco, Joanna Lewis e Daniel Ingram | ?              | Twilight Sparkle, Sunset Shimmer, Fluttershy, Rainbow Dash, Applejack e Rarity             | Pinkie Pie                                                                                 | —                          |
| 6 | Hope Shines Eternal         | La speranza brilla in eterno            | 2:35   | Daniel Ingram | Daniel Ingram                                 | ?              | Sunset Shimmer, Rarity, Applejack, Rainbow Dash, Twilight Sparkle, Fluttershy e Pinkie Pie | —                                                                                          | Sigla di chiusura del film |

### Episodi speciali
| # | Titolo originale  | Titolo italiano | Durata | Musica                                  | Testo originale                    | Testo italiano | Personaggi                                    | Cori                                                                       | Note                                                                              |
| - | ----------------- | --------------- | ------ | --------------------------------------- | ---------------------------------- | -------------- | --------------------------------------------- | -------------------------------------------------------------------------- | --------------------------------------------------------------------------------- |
| 1 | Dance Magic       | Danza magica    | —      | Daniel Ingram                           | G.M. Berrow, Daniel Ingram         | ?              | Sunset Shimmer, Twilight Sparkle e Pinkie Pie | Rainbow Dash, Applejack, Rarity e Fluttershy                               | Video musicale eseguito nel episodio My Little Pony Equestria Girls: Danza magica |
| 2 | We've come so far | ?               | —      | Daniel Ingram e Trevor Hoffmann         | Nick Confalone                     | ?              | Sunset Shimmer                                | Twilight Sparkle, Rainbow Dash, Applejack, Rarity, Pinkie Pie e Fluttershy | Eseguita nell'episodio speciale Il rischio di essere dimenticati                  |
| 3 | Invisible         | ?               | —      | John Jennings Boyd e Lisette Bustamante | Nick Confalone                     | ?              | Wallflower Blus                               | —                                                                          | Eseguita nell'episodio speciale Il rischio di essere dimenticati                  |
| 4 | Photo Booth       | ?               | —      | John Jennings Boyd e Lisette Bustamante | Nick Confalone, John Jennings Boyd | ?              | Rarity e Applejack                            | Sunset Shimmer, Twilight Sparkle, Rainbow Dash, Fluttershy e Pinkie Pie    | Eseguita nell'episodio speciale Rollercoaster Friendship                          |

### Video musicali
| #  | Titolo originale            | Titolo italiano                        | Durata | Musica        | Testo originale                    | Testo italiano | Personaggi                                                                          | Cori                                                                                | Note                                |
| -- | --------------------------- | -------------------------------------- | ------ | ------------- | ---------------------------------- | -------------- | ----------------------------------------------------------------------------------- | ----------------------------------------------------------------------------------- | ----------------------------------- |
| 1  | Perfect Day for Fun         | Il giorno perfetto per il divertimento | —      | Daniel Ingram | Amy Keating Rogers e Daniel Ingram | ?              | Princess Twilight Sparkle, Rainbow Dash, Applejack, Rarity, Fluttershy e Pinkie Pie | Princess Twilight Sparkle, Rainbow Dash, Applejack, Rarity, Fluttershy e Pinkie Pie | Eseguita nel video musicale omonimo |
| 2  | Friendship Through the Ages | L'amicizia negli anni                  | 2:09   | Daniel Ingram | Daniel Ingram                      | ?              | Princess Twilight Sparkle, Fluttershy, Rarity, Rainbow Dash, Applejack, Pinkie Pie  | Sunset Shimmer                                                                      | Eseguita nel video musicale omonimo |
| 3  | My Past Is Not Today        | Il mio passato non è il mio presente   | 2:18   | Daniel Ingram | Daniel Ingram                      | ?              | Sunset Shimmer                                                                      | —                                                                                   | Eseguita nel video musicale omonimo |
| 4  | Life Is a Runway            | La vita è una passerella               | 1:58   | Daniel Ingram | Daniel Ingram                      | ?              | Rarity                                                                              | —                                                                                   | Eseguita nel video musicale omonimo |
| 5  | Mad Twience                 | Mad Twience                            | —      | John Boyd     | John Boyd                          | ?              | Twilight Sparkle                                                                    | —                                                                                   | Video musicale                      |
| 6  | Monday Blues                | ?                                      | —      | John Boyd     | John Boyd                          | ?              | Sunset Shimmer e Twilight Sparkle                                                   | —                                                                                   | Video musicale                      |
| 7  | Shake Things Up!            | ?                                      | —      | Mason Rather  | Mason Rather                       | ?              | Applejack                                                                           | —                                                                                   | Video musicale                      |
| 8  | Get the Show on the Road    | ?                                      | —      | Bill Sherman  | Chris Jackson                      | ?              | Sunset Shimmer e Rainbow Dash                                                       | Twilight Sparkle, Fluttershy, Applejack, Rarity e Pinkie Pie                        | Video musicale                      |
| 9  | Coinky-Dink World           | ?                                      | —      | Mason Rather  | Mason Rather                       | ?              | Pinkie Pie                                                                          | —                                                                                   | Video musicale                      |
| 10 | Good Vibes                  | ?                                      | —      | Daniel Ingram | Daniel Ingram                      | ?              | Applejack, Rarity, Fluttershy e Twilight Sparkle                                    | Pinkie Pie, Rainbow Dash e Sunset Shimmer                                           | Video musicale                      |

### Prima stagione (2017-2018)
| # | Titolo originale          | Titolo italiano                     | Durata | Musica                                 | Testo originale                        | Testo italiano | Personaggi                                                                                | Cori              | Note                                                       |
| - | ------------------------- | ----------------------------------- | ------ | -------------------------------------- | -------------------------------------- | -------------- | ----------------------------------------------------------------------------------------- | ----------------- | ---------------------------------------------------------- |
| 1 | Equestria Girls (opening) | Equestria Girls (sigla)             | -      | Daniel Ingram                          | -                                      | -              | -                                                                                         | -                 | Sigla iniziale della serie omonima pubblicata su Youtube   |
| 2 | Rise Up                   | Arrivano gli esami                  | -      | Daniel Ingram                          | Gillian M, Borrow, Daniel Ingram       | -              | Twilight Sparkle, Fluttershy, Rarity, Rainbow Dash, Applejack, Pinkie Pie, Sunset Shimmer | -                 | Eseguita nell'episodio Arrivano gli esami                  |
| 3 | Room to Grow              | La mia piccola bottega degli orrori | -      | Daniel Ingram                          | Daniel Ingram                          | -              | Twilight Sparkle                                                                          | Fiori della serra | Eseguita nell'episodio La mia piccola bottega degli orrori |
| 4 | Five to Nine              | Dalle 5 alle 9                      | -      | Mason Rather                           | Gillian Berrow                         | -              | Applejack                                                                                 | -                 | Eseguita nell'episodio/video musicale Dalle 5 alle 9       |
| 5 | So Much More to Me        | C'è molto di più                    | -      | Mason Rather                           | Kate Leth                              | -              | Fluttershy                                                                                | -                 | Eseguita nell'episodio/video musicale C'è molto di più     |
| 6 | The Other Side            | Più forte diventerò                 | -      | John Jennings Boyd, Lisette Bustamante | John Jennings Boyd, Lisette Bustamante | -              | Rarity                                                                                    | -                 | Eseguita nell'episodio/video musicale Più forte diventerò  |

## Altro
| # | Titolo originale                                  | Titolo italiano     | Durata | Musica                                                                        | Testo originale                                        | Testo italiano              | Personaggi                                                                         | Cori                                                          | Note |
| - | ------------------------------------------------- | ------------------- | ------ | ----------------------------------------------------------------------------- | ------------------------------------------------------ | --------------------------- | ---------------------------------------------------------------------------------- | ------------------------------------------------------------- | --- |
| 1 | My Little Pony                                    | My Little Pony      | 3:29   | Maurizio Bianchini, Graziana Pegoraro, Susanna Balbaranni, Antonio D'Ambrosio | Arianna Martina Bergamaschi                            | Arianna Martina Bergamaschi | Susanna Balbaranni                                                                 | -                                                             | Sigla italiana della prima serie durante la trasmissione su Italia1 |
| 2 | Friendship Is Magic                               | L'amicizia è magica | 2:03   | Daniel Ingram                                                                 | Lauren Faust                                           | -                           | Twilight Sparkle                                                                   | Rainbow Dash, Pinkie Pie, Rarity, Applejack, Fluttershy       | - Sigla di apertura utilizzata dalla seconda stagione e nei DVD - La versione completa è inedita in italiano                                                                    |
| 3 | My Little Pony Friends                            | -                   | -      | Daniel Ingram                                                                 | Lauren Faust, Daniel Ingram                            | -                           | Kaylee Johnston                                                                    | AJ Woodworth, Laura Hastings                                  | - Sigla di chiusura originale di My Little Pony - Equestria Girls sostituita da Amica mia - Pubblicata in inglese su YouTube il 12 agosto 2014.                                 |
| 4 | Equestria Girls                                   | -                   | 1:30   | Katy Perry, Dr. Luke, Max Martin, Benjamin Levin, Bonnie McKee, Snoop Dogg    | -                                                      | -                           | Pinkie Pie                                                                         | Spike                                                         | - Pubblicata per la prima volta, in versione completa, il 27 maggio 2011 su Equestria Daily - Parodia del brano California Gurls di Katy Perry - Il brano è inedito in italiano |
| 5 | It's a Pony Kind of Christmas                     | -                   | 2:44   | Daniel Ingram                                                                 | Daniel Ingram                                          | -                           | Princess Twilight Sparkle, Applejack, Fluttershy, Rainbow Dash, Rarity, Pinkie Pie | Phoenix Chamber Choir                                         | Brano originale natalizio |
| 6 | True True Friend Winter Wrap Up (Ultimate Mashup) | -                   | 2:53   | Daniel Ingram, Trevor Hoffman                                                 | Daniel Ingram, Cindy Morrow                            | -                           | Gabriela Geneva, Gabriel Brown                                                     | Laurell Baker, Danny Balkwill, Kaylee Johnston, Robert Wilson | - Bonus track dell'album My Little Pony: Friendship is Magic Songs of Harmony - Il brano è inedito in italiano                                                                  |
| 7 | The Fresh Princess of Friendship                  | -                   | -      | Quincy Jones, Will Smith                                                      | Josh Haber                                             | -                           | Pinkie Pie                                                                         | -                                                             | - Pubblicata il 12 aprile 2017 come video promozionale della settima stagione - Parodia della sigla di Willy, il principe di Bel-Air - Il brano è inedito in italiano           |
| 8 | Equestria Girls Forever                           | -                   | 3:12   | Dan Whittermore, Jess Furman, Jessica Charlotte Vaughn                        | Dan Whittermore, Jess Furman, Jessica Charlotte Vaughn | -                           | Angelic                                                                            | -                                                             | Pubblicata a novembre 2017 come singolo digitale |
| 9 | Equestria Girls Para Siempre                      | -                   | 3:12   | Dan Whittermore, Jess Furman, Jessica Charlotte Vaughn                        | Dan Whittermore, Jess Furman, Jessica Charlotte Vaughn | -                           | Angelic                                                                            | -                                                             | - Pubblicata a novembre 2017 come singolo digitale - Il brano è cantato in lingua spagnola                                                                                      |

### Edizione giapponese
Durante la trasmissione della serie in Giappone, sono state scritte diverse sigle di apertura e chiusura, che sono ovviamente inedite in altra lingua
| # | Titolo                             | Durata | Musica                 | Testo           | Interprete            | Note                                                                                             |
| - | ---------------------------------- | ------ | ---------------------- | --------------- | --------------------- | ------------------------------------------------------------------------------------------------ |
| 1 | Mirai Start                        | 4:13   | Shunryū, Sizuk         | Aki Hata        | Suzuko Mimori         | Prima sigla usata dall'episodio 1 all'episodio 13 della prima stagione                           |
| 2 | Majikaru Dai☆Dai☆Dai-Bōken!        | 3:58   | Funta3, Yūsuke Shirato | Funta7          | Nanamori-chu☆Gorakubu | Seconda sigla usata dall'episodio 14 della prima stagione all'episodio 13 della seconda stagione |
| 3 | Yumemiru! Shinjiru! Mirai Kanaete! | 3:32   | Masatomo Ōta, EFFY     | Shihori         | Suzuko Mimori         | Terza sigla usata dall'episodio 14 all'episodio 26 della seconda stagione                        |
| 4 | Lucky Girl                         | 4:29   | Naoki Kubo, samfree    | Silent Siren    | Silent Siren          | Quarta sigla usata per le repliche di una serie di episodi della prima stagione                  |
| 5 | Kataomoi no Karaage                | 4:57   | Makoto Wakatabe        | Yasushi Akimoto | HKT48                 | Prima sigla di chiusura utilizzata per la prima stagione                                         |
| 6 | step by step                       | 3:31   | Suzu, Erik Lidbom      | Suzu            | Suzu                  | Seconda sigla di chiusura utilizzata per la seconda stagione                                     |

## Discografia

### Album
| Nome                                                                                  | Dettagli                                                                                         | Uscita            | Uscita           | Posizione massima | Posizione massima |
| Nome                                                                                  | Dettagli                                                                                         | Uscita            | Uscita           | US Soundtracks    | US Kids           |
| ------------------------------------------------------------------------------------- | ------------------------------------------------------------------------------------------------ | ----------------- | ---------------- | ----------------- | ----------------- |
| My Little Pony - Songs of Friendship and Magic (Music from the Original TV Series)    | - Hasbro Studios - Download digitale, Streaming                                                  | 2 dicembre 2013   | 22 luglio 2016   | —                 | —                 |
| My Little Pony - Songs of Ponyville (Music from the Original TV Series)               | - Legacy Recording - Download digitale, Streaming                                                | 21 aprile 2014    | 12 agosto 2016   | 20                | 9                 |
| My Little Pony Equestria Girls: Rainbow Rocks - Original Motion Picture Soundtrack    | - Hasbro Studios - Download digitale, Streaming                                                  | 10 settembre 2014 | 27 maggio 2016   | —                 | 8                 |
| My Little Pony: Friendship is Magic Songs of Harmony                                  | - Hasbro Studios, Pony Records - Download digitale, Streaming                                    | 13 aprile 2015    | 29 luglio 2016   | 22                | —                 |
| My Little Pony Equestria Girls: Friendship Games - Original Motion Picture Soundtrack | - Hasbro Studios, Sony Music Entertainment - Download digitale, Streaming                        | 18 settembre 2015 | 6 novembre 2015  | 22                | 12                |
| It's a Pony Kind of Christmas                                                         | - Hasbro Studios, Sony Music Entertainment, Legacy Recordings - Download digitale, Streaming     | 6 novembre 2015   | —                | —                 | —                 |
| It's a Pony Kind of Christmas (Expanded Edition)                                      | - Hasbro Studios, Sony Music Entertainment, Legacy Recordings - Download digitale, Streaming, CD | 7 ottobre 2016    | 21 ottobre 2016  | —                 | —                 |
| Friendship is Magic: Pinkie Pie's Party Playlist                                      | - Legacy Recordings - Download digitale, Streaming                                               | 15 luglio 2016    | —                | —                 | 21                |
| My Little Pony: The Movie (Original Motion Picture Soundtrack)                        | - RCA Records - CD, Download digitale, streaming                                                 | 22 settembre 2017 | —                | 18                | 6                 |
| My Little Pony: The Movie (Original Motion Picture Score)                             | - Legacy Recordings - Download digitale, streaming                                               | 15 novembre 2018  | 16 novembre 2018 | —                 | —                 |

### EP
| Nome                                                                                    | Dettagli                                                                  | Uscita                           | Uscita            | Posizione massima | Posizione massima |
| Nome                                                                                    | Dettagli                                                                  | Uscita                           | Uscita            | US Soundtracks    | US Kids           |
| --------------------------------------------------------------------------------------- | ------------------------------------------------------------------------- | -------------------------------- | ----------------- | ----------------- | ----------------- |
| My Little Pony Equestria Girls - Original Motion Picture Soundtrack                     | - Hasbro Studios - Download digitale, Streaming                           | 23 settembre 2014                | 12 agosto 2016    | —                 | 15                |
| My Little Pony Equestria Girls - Rainbow Rocks CD                                       | - Shout! Factory - DVD, CD                                                | 28 ottobre 2014 (Walmart)        | —                 | —                 | —                 |
| My Little Pony Equestria Girls                                                          | - Shout! Factory - CD                                                     | 28 ottobre 2014 (Walmart Canada) | —                 | —                 | —                 |
| My Little Pony Equestria Girls: Legend of Everfree - Original Motion Picture Soundtrack | - Hasbro Studios, Sony Music Entertainment - Download digitale, Streaming | 16 settembre 2016                | 16 settembre 2016 | 25                | —                 |

### Raccolte
| Nome                                                                   | Dettagli                                                               | Uscita                        | Uscita |
| ---------------------------------------------------------------------- | ---------------------------------------------------------------------- | ----------------------------- | ------ |
| My Little Pony: Friendship Is Magic - Magical Friendship Tour          | - Hasbro Studios, Soundlab9 - Vinile                                   | 16 settembre 2014 (Hot Topic) | —      |
| DJ PON-3 Presents My Little Pony Friendship is Magic Remixed           | - Hasbro Studios, Soundlab9 - Vinile, CD, Download digitale, Streaming | 2 giugno 2015                 | —      |
| My Little Pony 2015 Convention Collection                              | - Hasbro Studios, Pony Records - Download digitale                     | 10 Luglio 2015                | —      |
| My Little Pony - Friendship is Magic Collection                        | - Hasbro Studios - Download digitale                                   | 22 aprile 2016                | —      |
| My Little Pony - Equestria Girls Collection                            | - Hasbro Studios - Download digitale                                   | 22 aprile 2016                | —      |
| My Little Pony: Friendship is Magic - Explore Equestria: Greatest Hits | - Hasbro Studios, Sony Music Entertainment - Vinile                    | 25 novembre 2016              | —      |

### Singoli
| Nome                         | Dettagli                                   | Uscita |
| ---------------------------- | ------------------------------------------ | ------ |
| Off to See the World         | - Future Animals, Pilo - Download digitale | 2017   |
| Rainbow                      | - Jesse Shatkin - Download digitale        | 2017   |
| Equestria Girls Forever      | Download digitale                          | 2017   |
| Equestria Girls Para Siempre | Download digitale                          | 2017   |